# ピンタンパン
ピンタンパンは、吉本興業に所属していた日本のお笑いコンビ。元々お笑いトリオだったが、2021年11月を以ってメンバーの1人が脱退しコンビとなった（#経歴・概要にて後述）。2023年12月解散。

## メンバー
むとパン（1985年10月23日 - ）（39歳）
ツッコミ・ネタ作り担当、立ち位置は向かって右（トリオ時代は中央）。
- 身長164 cm、体重54 kg。血液型B型。
- 東京都大田区出身。本名は、武藤 光司（むとう こうじ）。
- かつては浜中英昌（現・シシガシラ）とのコンビ「春夏秋冬」として活動。

たんちゃん。（1995年8月28日 - ）（29歳）
ボケ担当、立ち位置は向かって左（トリオ時代は向かって左端）。
- 身長167 cm、体重55 kg。血液型AB型。
- 長野県須坂市出身。
- 旧芸名は、たんひろこ。かつては女性トリオ「かぼちゃのパンプキン」として活動。
- YouTuber・プリッとChannelのパンダ（元ザ☆忍者の大久保たもつ）と仮コンビを組んだことがある。

### 元メンバー
たかぴんア・ラ・モード☆（1991年2月25日 - ）（34歳）
ボケ担当、立ち位置は向かって右端。
- 身長171 cm、体重77 kg。血液型B型。
- 東京都出身。
- 旧芸名は、たかぴん。かつては渡辺大空とのコンビ「わんわんもーもー」や、ひろたあきらとのコンビ「おともだち」として活動。
- 女性的な立ち居振る舞いが特徴。嵐のファン。
- 現在は、内田うっちーとのコンビ「ぷにぷにモンスターズ」を結成。

## 経歴・概要
2017年秋にむとパンがたかぴん、たんちゃん。とそれぞれ知り合い、ピン芸人たちが相方探しをするライブでたかぴんとたんちゃん。が共にむとパンを指名したことから、世話になっていた構成作家である山田ナビスコからの勧めもありトリオを結成した。むとパンは同期との仮コンビも試していたが、最終的に元相方の浜中による助言でピンタンパンを選ぶことにした。
自由奔放に振る舞うたかぴんとたんちゃん。を、年齢も芸歴も上であるリーダー格のむとパンが必死で操ろうとするスタイルのトリオ漫才を主に演じていた。
スーパーオートバックス大宮バイパス店のステージによく出演しており、2020年9月より2021年3月まで「大宮セブン」のアンダーユニットである「大宮セブンジュニア」のメンバーであった。現在は神保町よしもと漫才劇場へ主に出演。後輩であるたかぴんとたんちゃん。の芸歴を基準にして所属している若手の劇場であるため、むとパンは劇場内でも最年長である。
2021年12月末にてたかぴんが脱退、むとパンとたんちゃん。からなる男女コンビとなった。2023年12月末で解散を発表。

## 賞レースでの戦績

### キングオブコント
| 年度   | 結果      | 会場               | 日時    | 備考             |
| ------ | --------- | ------------------ | ------- | ---------------- |
| 2018年 | 2回戦進出 | シアターブラッツ   | 8月3日  | トリオ時代に出場 |
| 2019年 | 2回戦進出 | きゅりあん小ホール | 7月30日 | トリオ時代に出場 |
| 2020年 | 1回戦敗退 | CBGKシブゲキ!!     | 7月23日 | トリオ時代に出場 |

### M-1グランプリ
| 年度             | 結果      | エントリー No. | 会場                        | 日時     | 備考             |
| ---------------- | --------- | -------------- | --------------------------- | -------- | ---------------- |
| 2018年（第14回） | 2回戦進出 | 1759           | 雷5656会館ときわホール      | 10月2日  | トリオ時代に出場 |
| 2019年（第15回） | 2回戦進出 | 1611           | 雷5656会館ときわホール      | 10月17日 | トリオ時代に出場 |
| 2020年（第16回） | 1回戦敗退 | 1701           | シダックスカルチャーホールA | 9月15日  | トリオ時代に出場 |
| 2021年（第17回） | 2回戦進出 | 493            | 雷5656会館ときわホール      | 10月14日 | トリオ時代に出場 |
| 2022年（第18回） | 2回戦進出 | 1197           | 雷5656会館ときわホール      | 10月13日 |                  |
| 2023年（第19回） | 2回戦進出 | 2212           | 雷5656会館ときわホール      | 10月24日 |                  |